# Niederöblarn
Niederöblarn is een plaats en voormalige gemeente in de Oostenrijkse deelstaat Stiermarken. Het is een ortschaft van de gemeente Öblarn, die deel uitmaakt van de expositur Gröbming binnen het district Liezen. 
De gemeente Niederöblarn telde in 2013 600 inwoners. In 2015 ging ze bij een herindeling op in de gemeente Öblarn.
Aich · Gröbming · Haus · Michaelerberg-Pruggern · Mitterberg-Sankt Martin  · Öblarn · Ramsau am Dachstein · Schladming · Sölk
- Gemeinsame Normdatei: 5290199-3
- Virtual International Authority File: 131058393